# Man Plans God Laughs
Man Plans God Laughs è il tredicesimo album del gruppo hip hop statunitense Public Enemy, pubblicato nel 2015 su Spotify. Totalizza 70/100 su Metacritic. Il critico Stephen Erlewine paragona il gruppo ai Rolling Stones.
| Recensione           | Giudizio |
| -------------------- | -------- |
| AllMusic             | [ 1 ]    |
| Consequence of Sound | B-       |
| Robert Christgau     | *        |
| Rolling Stone        | [ 2 ]    |
| Boston Globe         | [ 2 ]    |
| NME                  | [ 2 ]    |
| Pitchfork            | [ 2 ]    |
| Spin                 | [ 2 ]    |

## Tracce
1. No Sympathy from the Devil – 2:50
2. Me to We – 2:15
3. Man Plans God Laughs – 2:04
4. Give Peace a Damn – 3:01
5. Those Who Know, Know Who – 2:11
6. Honky Talk Rules – 3:48
7. Mine Again – 2:12
8. Lost in Space Music – 2:26
9. Corplantationopoly – 2:27
10. Earthizen – 2:27
11. Praise the Loud – 2:14